# Matteo Tosetti
Matteo Tosetti est un footballeur suisse né le 5 février 1992 à Losone. Il évolue au poste de milieu droit à l'AC Bellinzone.

## Biographie
Le 18 septembre 2020, il s'engage au FC Sion.

## Palmarès

### En équipe nationale
- U-17 : Vainqueur de la Coupe du monde de football des moins de 17 ans en 2009